# Хофштадтер, Дуглас
Ду́глас Ричард Хофшта́дтер (англ. Douglas Richard Hofstadter; род. 15 февраля 1945, Нью-Йорк) — американский физик и информатик, исследователь сознания и искусственного интеллекта. Доктор, профессор.
Получил всемирную известность благодаря книге «Гёдель, Эшер, Бах: эта бесконечная гирлянда», опубликованной в 1979 году и год спустя получившей Пулитцеровскую премию в категории «Нехудожественная литература».
Сын лауреата Нобелевской премии по физике Роберта Хофштадтера.

## Биография
Хофштадтер вырос в кампусе Стэнфордского университета, где работал профессором его отец. В 1958—1959 году учился в Женевской международной школе. Обучался математике в Стэнфордском университете до 1965 года и физике в Орегонском университете до 1972 года, защитив в последнем в 1975 году диссертацию по  физике. Его последующая научная деятельность связана с Университетом Регенсбурга, Индианским университетом в Блумингтоне, Массачусетском технологическом институтом и Мичиганским университетом. В настоящее время профессор Индианского университета, руководитель Центра по изучению творческих возможностей человеческого мозга.
Член Американской ассоциации кибернетики и общества когнитивистики. Лауреат премии Общества Литературных критиков, Пулитцеровской премии и Американской Литературной премии.
- Lichtenberg Medal[англ.] (2022)

## Взгляды
Хофштадтер  выражал скепсис в отношении широко известных проектов и подходов в целом в области ИИ. В 1996 году сказал по поводу поражения Гарри Каспарова суперкомпьютеру Deep Blue, что это событие является поворотным моментом, но при этом не имеет ничего общего с развитием у компьютеров разума.
Хофштадтер был как участником прогнозов технологической сингулярности, так и организатором дискуссий на эту тему. В 1999 году он организовал симпозиум при Индианском университете, а в апреле 2000 года другой симпозиум при Стэнфордском университете, где стал председателем экспертной группы, состоящей из Рэймонда Курцвейла, Ханса Моравека, Ральфа Меркла, Билли Джоя и других. Хофштадтер выражал сомнение в вероятности сингулярности в обозримом будущем.

## Закон Хофштадтера
Шуточный рекурсивный закон, который говорит, насколько сложно планировать что-либо.
Любое дело всегда длится дольше, чем ожидается, даже если учесть закон Хофштадтера.
Упоминается в книге «Гёдель, Эшер, Бах: эта бесконечная гирлянда».